# Soulbury
Soulbury är en ort och civil parish i Storbritannien.   Den ligger i kommunen Buckinghamshire och riksdelen England, i den södra delen av landet, 60 km nordväst om huvudstaden London. Soulbury ligger 117 meter över havet och antalet invånare är 736.
Terrängen runt Soulbury är platt. Runt Soulbury är det ganska tätbefolkat, med 192 invånare per kvadratkilometer. Närmaste större samhälle är Milton Keynes, 12,0 km norr om Soulbury. Trakten runt Soulbury består till största delen av jordbruksmark.